# ماريا غونزاليس (راهبة)
ماريا غونزاليس (بالإسبانية: María del Carmen González Ramos)‏ (و. 1834 – 1899 م) هي راهبة إسبانية، ولدت في أنتقيرة، توفيت في أنتقيرة، عن عمر يناهز 65 عاماً، بسبب حمى نمشية.